# Nordlig pungräv
Nordlig pungräv (Trichosurus arnhemensis) är en pungdjursart som beskrevs av Robert Collett 1897. Trichosurus arnhemensis ingår i släktet pungrävar och familjen klätterpungdjur. Inga underarter finns listade.

## Utseende
Arten liknar den vanliga pungräven (Trichosurus vulpecula) i utseende men den har allmänt kortare päls. Färgen på ovansidan är oftast grå men det finns även rödbruna eller chokladbruna individer. Den nordliga pungräven har långa ovala öron och svansen är bara på ovansidan täckt med päls. Svansen kan användas som gripverktyg. Djuret når en kroppslängd (huvud och bål) av 35 till 55 cm och en svanslängd av 25 till 40 cm. Honor är med en vikt av 1,5 till 3,5 kg lättare än hannar. Hannar väger 2,0 till 4,5 kg.

## Utbredning
Pungdjuret förekommer i norra Australien i delstaterna Northern Territory och Western Australia samt på några öar i närheten. IUCN listar populationen inte som självständig art utan räknar den till vanlig pungräv (Trichosurus vulpecula).

## Ekologi
När honan inte är brunstig lever varje exemplar ensam. De gömmer sig på dagen i trädens håligheter och vilar. Nordlig pungräv äter främst växtdelar som frukter, blad, blommor och unga växtskott. Ibland ingår en mindre fågel i födan.
Parningen sker oberoende av årstiden. Honan är 17 till 18 dagar dräktig och föder en underutvecklad unge. Den kryper till moderns pung (marsupium) och lever där flera månader. Efter 6 till 7 månader slutar honan med digivning. Könsmognaden infaller ungefär efter ett år. Nordlig pungräv kan uppskattningsvis leva 11 till 13 år.

## Bildgalleri

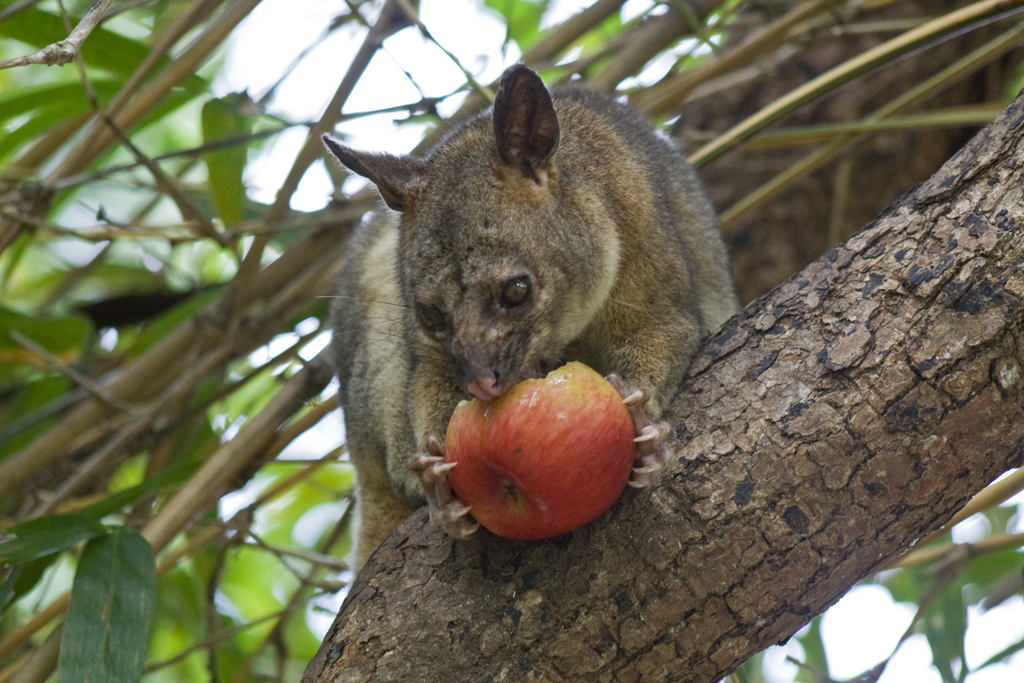
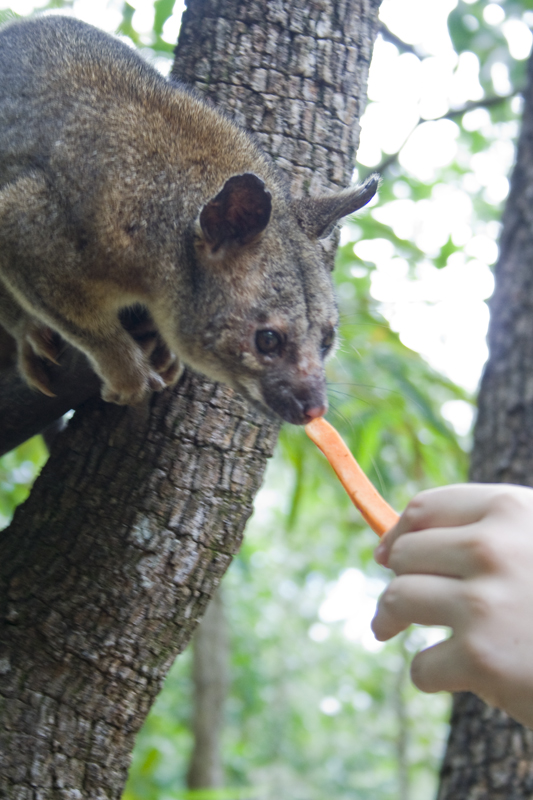